# Glada visor från Bialitt
Glada visor från Bialitt är ett musikalbum från 1968 med Lennart Kjellgren & Gunnel Nilsson som medverkade i TV-programmet Bialitt. Text och musik är av Lennart Kjellgren om ej annat anges. Skivnumret är Sonet Grand Prix GP-9930. Albumet är ett samlingsalbum med spår från tidigare Sonet-EP, inspelade 1961-1966.

## Låtlista

### Sida 1
1. Vi väntar till i morron'
2. En ynkelig visa
3. På Jöns Olssons mjölkabor'
4. Nattklubben i Tomelilla
5. Själavandringen
6. Kom möt mig vid stranden
7. Mårten Spelemans visa

### Sida 2
1. En vän jag har i mina tankar
2. Drängens visa om sin fästmö
3. Jungfrun och sjömannen
4. Rocken snurrar, lampan brinner (Pehr Thomasson - Lennart Kjellgren)
5. Pågen och tösen
6. Visa i slåttertid (Lennart Kjellgren - Karl Williams)
7. Skånsk dragontrall